# Philip Billing
Philip Anyanwu Billing (Copenhague, 11 de junio de 1996) es un futbolista danés. Juega de centrocampista y su equipo es el AFC Bournemouth de la Premier League de Inglaterra.

## Trayectoria

### Huddersfield Town
Luego de jugar en las inferiores del Esbjerg en su nativa Dinamarca, Billing se unió al Huddersfield Town en 2013, firmando un contrato de juvenil. Firmó un contrato profesional con el club por cuatro años en octubre de 2013. Debutó para los Terries el 26 de abril de 2014 en la derrota por 2-0 ante el Leicester City en el John Smith's Stadium.
Su primer gol para el club llegó el 13 de febrero de 2016, un tiro de 30 yardas al Nottingham Forest en la victoria por 2-0 en el City Ground. Anotó su segundo gol el 19 de noviembre de 2016, con una volea de 32 yardas en la derrota por 3-2 ante el Cardiff City.
Se ganó un lugar en el primer equipo y renovó su contrato con el club en marzo de 2016. Al término de la temporada 2015-16, Billing fue nombrado jugador joven de la temporada del club y su gol al Cardiff City fue elegido como el gol de la temporada.

### Bournemouth y cesión al Napoli
El 29 de julio de 2019 el AFC Bournemouth hizo oficial su fichaje firmando un contrato de larga duración. Jugó un total de 201 partidos, además de lograr un ascenso a la Premier League en la temporada 2021-22, y el 11 de enero de 2025 fue cedido a la S. S. C. Napoli. Ayudó al equipo a ganar la Serie A y contribuyó con un gol ante el Inter de Milán que sirvió para conseguir un empate en un duelo directo en la pelea por el título.

## Selección nacional
Nació en Dinamarca y tiene ascendencia nigeriana. Ha representado a Dinamarca en las categorías sub-19 y sub-21.
El 7 de octubre de 2020 debutó con la selección absoluta en un amistoso ante Islas Feroe que Dinamarca venció por 4-0.

## Estadísticas

### Clubes
Actualizado al último partido disputado el 23 de mayo de 2025.
| Club                                  | Div.          | Temporada     | Liga  | Liga  | Copas nacionales | Copas nacionales | Copas internacionales | Copas internacionales | Total | Total |
| Club                                  | Div.          | Temporada     | Part. | Goles | Part.            | Goles            | Part.                 | Goles                 | Part. | Goles |
| ------------------------------------- | ------------- | ------------- | ----- | ----- | ---------------- | ---------------- | --------------------- | --------------------- | ----- | ----- |
| Huddersfield Town A. F. C. Inglaterra | 2.ª           | 2013-14       | 1     | 0     | 0                | 0                | —                     | —                     | 1     | 0     |
| Huddersfield Town A. F. C. Inglaterra | 2.ª           | 2014-15       | 0     | 0     | 0                | 0                | —                     | —                     | 0     | 0     |
| Huddersfield Town A. F. C. Inglaterra | 2.ª           | 2015-16       | 13    | 1     | 0                | 0                | —                     | —                     | 13    | 1     |
| Huddersfield Town A. F. C. Inglaterra | 2.ª           | 2016-17       | 24    | 2     | 4                | 0                | —                     | —                     | 28    | 2     |
| Huddersfield Town A. F. C. Inglaterra | 1.ª           | 2017-18       | 16    | 0     | 6                | 1                | —                     | —                     | 22    | 1     |
| Huddersfield Town A. F. C. Inglaterra | 1.ª           | 2018-19       | 27    | 2     | 0                | 0                | —                     | —                     | 27    | 2     |
| Huddersfield Town A. F. C. Inglaterra | Total club    | Total club    | 81    | 5     | 10               | 1                | —                     | —                     | 91    | 6     |
| AFC Bournemouth Inglaterra            | 1.ª           | 2019-20       | 34    | 1     | 2                | 2                | —                     | —                     | 36    | 3     |
| AFC Bournemouth Inglaterra            | 2.ª           | 2020-21       | 36    | 8     | 6                | 0                | —                     | —                     | 42    | 8     |
| AFC Bournemouth Inglaterra            | 2.ª           | 2021-22       | 40    | 10    | 2                | 1                | —                     | —                     | 42    | 11    |
| AFC Bournemouth Inglaterra            | 1.ª           | 2022-23       | 36    | 7     | 2                | 0                | —                     | —                     | 38    | 7     |
| AFC Bournemouth Inglaterra            | 1.ª           | 2023-24       | 29    | 2     | 4                | 0                | —                     | —                     | 33    | 2     |
| AFC Bournemouth Inglaterra            | 1.ª           | 2024-25       | 10    | 0     | 0                | 0                | —                     | —                     | 10    | 0     |
| AFC Bournemouth Inglaterra            | Total club    | Total club    | 185   | 28    | 16               | 3                | —                     | —                     | 201   | 31    |
| S. S. C. Napoli · Italia              | 1.ª           | 2024-25       | 10    | 1     | —                | —                | —                     | —                     | 10    | 1     |
| S. S. C. Napoli · Italia              | Total club    | Total club    | 10    | 1     | —                | —                | —                     | —                     | 10    | 1     |
| Total carrera                         | Total carrera | Total carrera | 276   | 34    | 26               | 4                | 0                     | 0                     | 302   | 38    |
| 1.                                    |               |               |       |       |                  |                  |                       |                       |       |       |

### Selección nacional
| Selección        | Temporada     | Encuentros | Encuentros |
| Selección        | Temporada     | Part.      | Goles      |
| ---------------- | ------------- | ---------- | ---------- |
| sub-19 Dinamarca | 2014          | 1          | 0          |
| sub-19 Dinamarca | Total         | 1          | 0          |
| sub-21 Dinamarca | 2017-2019     | 12         | 0          |
| sub-21 Dinamarca | Total         | 12         | 0          |
| Total carrera    | Total carrera | 13         | 0          |

## Palamrés

### Campeonatos nacionales
| Título  | Club            | País   | Año  |
| ------- | --------------- | ------ | ---- |
| Serie A | S. S. C. Napoli | Italia | 2025 |